# Sedum candollei
Sedum candollei es una planta de la familia de las crasuláceas.

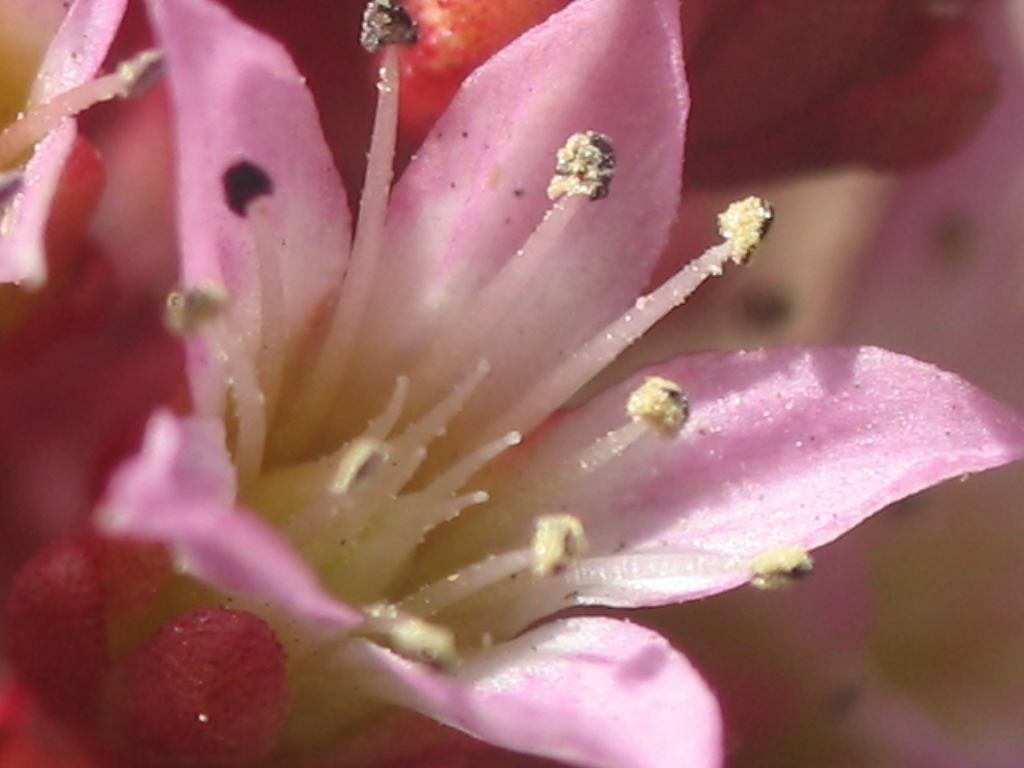
Detalle de la flor

## Caracteres
La oreja de monte es una hierba anual, roja o más raramente verde, que generalmente crece en grupos. Tallos erectos, no ramificados, de hasta5(-7) cm de altura. Hojas oblongas, obtusas, carnosas, más o menos imbricadas, convexas en la cara inferior y cóncavas en la superior. Flores situadas al final de los tallos; 5 sépalos lanceolados de hasta 3,2 mm de longitud; 5 pétalos de 5-7 mm, de color rosado-purpúreo, soldados en la base para formr un tubo de hasta 2,5 mm; 10 estambres. Fruto constituido por varios folículo glabros de unos 3 mm de longitud. Florece desde final de la primavera y a lo largo del verano.

## Hábitat
Frecuente en los prados de cumbres de las montañas.

## Observaciones
Esta planta ha venido denominándose hasta hace poco tiempo Mucizonia sedoides. Se incluyó en el género Mucizonia por el hecho de tener los pétalos soldados en la base; sin embargo, este carácter lo muestran también en grado variable otras especies del género Sedum, por lo que se ha decidido incluir los orejas de monte en este último género.

## Distribución
Es un endemismo de la península ibérica en los Pirineos, Cordillera Cantábrica, Sistema Central y Sierra Nevada.

## Taxonomía
Sedum candollei fue descrita por Carlos Linneo y publicado en Species Plantarum 1: 229. 1753.
Etimología
Ver: Sedum
candollei: epíteto latín en honor a Augustin Pyrame de Candolle, botánico Suizo. 
Sinonimia
- Mucizonia sedoides (DC.) D.A.Webb in Feddes Repert. Spec. Nov. Regni Veg. 64: 22 (1961)
- Umbilicus sedoides (DC.) DC., Prodr. 3: 400 (1828)
- Sedum sedoides (DC.) Rothm. in Cavanillesia 7: 113 (1935), nom. illeg., non (Decne.) Raym.-Hamet
- Cotyledon sedoides DC. in Mém. Agric. Soc. Agric. Dép. Seine 11: 79 (1808)
- Sedum candolleanum Raym.-Hamet ex G.López in Anales Jard. Bot. Madrid 52: 221 (1995), nom. illeg.
- Cotyledon ramossisimum Rothm. in Bol. Soc. Esp. Hist. Nat. 34: 149 (1934)
- Cotyledon sediformis Lapeyr., Hist. Pl. Pyrénées 257 (1813)
- Sedum sedoides subsp. ramossisimum (Rothm.) Rothm. in Cavanillesia 7: 113 (1935)[4]

Sedum candollei es el nombre considerado correcto según el criterio de flora ibérica. Sin embargo, según el criterio expuesto en la pàgina del jardin botánico de Kew: "Plants of the World Online" el nombre correcto sería Sedum candolleanum, que es como figura en otras wikipedias.
Conviene hacer notar que Sedum sedoides Pau (1921) es un nombre de especie aceptado para una mucizonia propia del Himalaya así que Sedum sedoides (DC.) Rothm.(1935) sería un nombre ilegítimo para la oreja de monte.

## Nombres comunes
- Castellano: orejas de monje, vasillos.[4]